# Eau Claire (Pensilvânia)
Eau Claire é um distrito localizado no estado norte-americano de Pensilvânia, no Condado de Butler.

## Demografia
Segundo o censo norte-americano de 2000, a sua população era de 355 habitantes.
Em 2006, foi estimada uma população de 342, um decréscimo de 13 (-3.7%).

## Geografia
De acordo com o United States Census Bureau tem uma área de
3,6 km², dos quais 3,6 km² cobertos por terra e 0,0 km² cobertos por água. Eau Claire localiza-se a aproximadamente 440 m acima do nível do mar.

## Localidades na vizinhança
O diagrama seguinte representa as localidades num raio de 12 km ao redor de Eau Claire.